# Orbán István (gépészmérnök)
Orbán István (Kolozsvár, 1933. szeptember 23. – Kolozsvár, 1988. november 26.) erdélyi magyar gépészmérnök, műszaki tankönyvíró.

## Életútja
Középiskolát szülővárosa Magyar Tannyelvű Matematika-Fizika Líceumában végezte (1952), gépészmérnöki oklevelet a Kolozsvári Műegyetemen szerzett (1957). Munkahelye az aranyosgyéresi Sodronyipari Művek (1957–59), majd a kolozsvári Tehnofrig Gépgyár (1960–88).
Lefordította román nyelvből A fémmegmunkálás technológiája, szerszámai és munkagépei c. munka II. kötetét (1980). Munkatársai voltak: Csiszér Árpád, Jenei Dezső, Kovács István, Móritz Miklós. A tankönyv a gépipari, bányászati, kőolajipari és geológiai, ill. matematika-fizika, filológia-történelem és történelem-földrajz szakprofilú líceumok IX. és X. osztályos magyar tanulói számára készült.